# Karhuha
Karhuha war der Schutzgott der Stadt Karkamis und Paredros der Stadtgöttin Kubaba.
Karhuha wird während der Zeit des neohethitischen Landes Karkamis häufig in luwischen Inschriften genannt und bildete mit dem Wettergott Tarhunza und Kubaba, der „Großkönigin von Karkamis“ die städtische Triade. Abgebildet wird er in einer Stele bei Arslantepe (Ende 10. Jh. v. Chr.): Der bärtige Gott mit Zopf und Hörnerhelm steht auf einem Löwen. Er trägt einen Kurzrock mit Schwert und hält in der Rechten eine nach unten gerichtete Lanze. Ihm gegenüber thront Kupapa auf einem Stier. Die seltene Schreibung seines Namens mit der luwischen Hirschgotthieroglyphe (CERVUS3+ra/i-hu-ha) weist ihn als Schutzgott aus, womit eine Annäherung an den Hirschgott Runtiya möglich aber nicht zwingend ist, wenn auch Kubaba mit Ala, der Begleiterin von Runtiya verschmolz. Der zeitlich nicht einordbare König Maza-Karhuha ist nach diesem Gott benannt.
Erstmals belegt ist der Gott für das Jahr 1325 v. Chr. als der hethitische König Šuppiluliuma I. die Stadt Karkamiš eroberte. Sein Sohn Muršili II. bemerkte zu diesem Ereignis: „Wie aber mein Vater die Stadt eroberte, ließ er in Ehrfurcht vor den Göttern niemanden in die Oberstadt zu den Tempeln der Kubaba und der Schutzgottheit (dKAL).“ Namentlich wohl zum ersten Mal wird er im Vertrag zwischen Šuppiluliuma I. und Šarri-Kušuḫ genannt, wo die Gottheiten Kar[ḫuḫi] und Kubaba nebeneinander stehen. Schließlich wird das Götterpaar nochmals in einem Vertrag von Šuppiluliuma II. als Kubaba und Karḫuḫiš (dkar-ḫu-u-ḫi-iš) erwähnt. Diese bronzezeitlichen Zeugnisse zeigen, dass der Gott wohl seit alters her, genauso wie Kubaba, fest mit der Stadt verbunden war.